# Brzezie (powiat gostyński)
Brzezie – wieś w Polsce położona w województwie wielkopolskim, w powiecie gostyńskim, w gminie Gostyń.

## Nazwa
Miejscowość ma metrykę średniowieczną i jest notowana od XIII wieku: w 1278 jako Breze, 1301 Brzeze, 1305 Brzeszye, 1309 Bresze, 1337 Brzeze oraz Brezewo, 1403 Brzeziny, 1421 Brzesse, 1428 Brzesze, 1462 Brzesye, 1471 Brzeszye, 1485 Brzezye, 1580 Brzezie, 1880 Brzezie .
Nazwa miejscowości pochodzi ze staropolszczyzny i oznacza brzezinę czyli mały las brzozowy. Pierwszy zachowany zapis nazwy Brzezie na określenie brzozowego lasu pochodzi z mieszanego polsko-łacińskiego tekstu z 1417 - Pratum (...) situm retro flumen Wyrzbicza in multicorticineto al. in brzesze. W Polsce istnieje wiele miejscowości noszących nazwę Brzezie.

## Historia

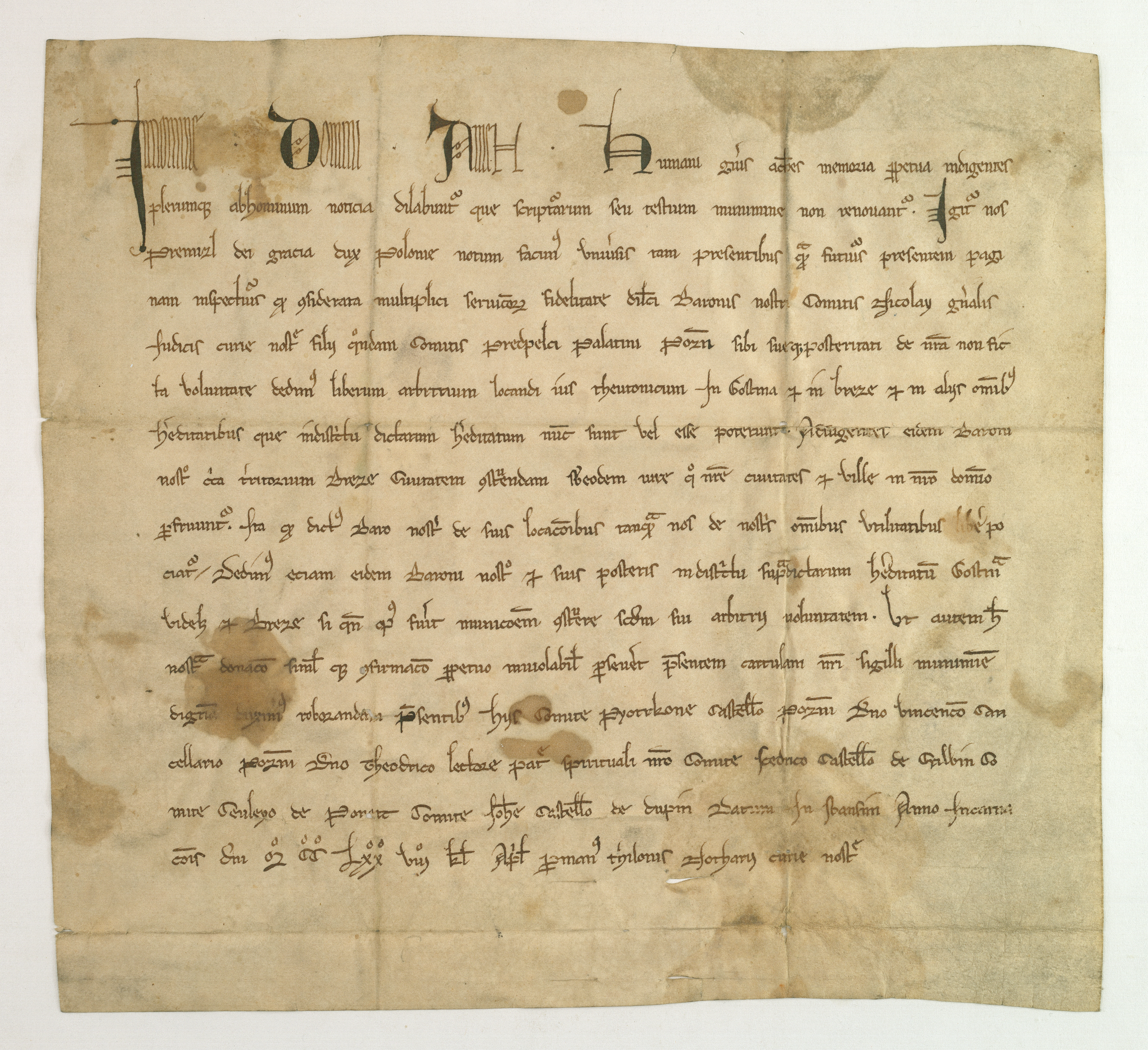
Przemysł II, książę polski, pozwala Mikołajowi, sędziemu, synowi Przedpełka, wojewody poznańskiego, lokować Gostyń i Brzezie na prawie niemieckim. Dokument z 1278 roku (ze zbiorów AGAD).

Miejscowość jako miasto pod zlatynizowaną nazwą civitatem Breze wymieniona jest w łacińskim dokumencie wydanym w Zbąszyniu w 1278 roku sygnowanym przez księcia polskiego Przemysła II. W dokumencie tym Przemysł zezwala komesowi Mikołajowi, synowi Przedpełka wojewody poznańskiego, który pełnił funkcję sędziego na jego dworze, lokować na prawie niemieckim miasta Gostyń i Brzezie oraz inne dziedziny, a także zbudować miasto oraz obwarowania na terenie wsi .
Kolejny zachowany dokument datowany na 1330 lub 1337 mówi, że wymieniony wcześniej komes Mikołaj Przedpełkowic, wojewoda poznański nadał swojemu poddanemu Henrykowi oraz Bartoszowi z Krobi sołectwo w Brzeziu składające się z 6 łanów. Przydzielił również wsi 8 łanów wolnizny na rolach już uprawianych oraz 16 łanów wolnizny na rolach dotąd nie uprawianych. Według dokumentu sołtys został zwolniony z czynszu ale w zamian zobowiązano go do robocizny oraz pełnienia służby dla miasta Gostyń. Miał również prawo zbudować wiatrak oraz hodować 300 owiec .
W okresie Wielkiego Księstwa Poznańskiego (1815-1848) miejscowość należała do wsi większych w ówczesnym pruskim powiecie Kröben (krobskim) w rejencji poznańskiej. Brzezie należało do okręgu gostyńskiego tego powiatu i stanowiło odrębny majątek, którego właścicielem była wówczas (1846) Kamelaria. Według spisu urzędowego z 1837 roku wieś liczyła 212 mieszkańców, którzy zamieszkiwali 23 dymy (domostwa).
W latach 1954–1958 wieś należała i była siedzibą władz gromady Brzezie, po jej zniesieniu w gromadzie Gostyń. W latach 1975–1998 miejscowość należała administracyjnie do województwa leszczyńskiego.